# Гладчиха
Гладчиха — село в Тереньгульском районе Ульяновской области в составе Теренгульского городского поселения.

## География
Находится на речке Балдашка на расстоянии примерно 6 километров по прямой на юго-запад от районного центра поселка Тереньга.

## История
В 1913 году в селе было 350 дворов, 1727 жителей, Михаило-Архангельская церковь. В поздний советский период работал совхоз «Гладчихинский». 

## Население
Население составляло 406 человек (86% русские) в 2002 году, 309 по переписи 2010 года.